# Nikon D60
Pour les articles homonymes, voir D60.
D40x D5000
Le Nikon D60 est un appareil photographique reflex numérique grand public fabriqué par Nikon. Équipé d'un capteur de 10,2 millions de pixels au format DX, il a été révélé au public le 28 janvier 2008 et est proposé comme remplaçant du D40x dont le cycle de vie très court est dû à un faible engouement du public.
Le D60 reprend les caractéristiques du D40 et du D40x, et ajoute essentiellement un antipoussière, un objectif de base stabilisé (18-55 VR), et une amélioration automatique du contraste (processus EXPEED) des images lors de la prise de vue comme c'est le cas des Nikon D3 et D300.

## Caractéristiques

### Les divers modes d'exposition proposés
- Modes axés sur les réglages mêmes de l'appareil :
  - Mode P, programmé : l'appareil choisit seul la vitesse et le diaphragme.
  - Mode S, priorité à la vitesse : on choisit manuellement une vitesse et l'appareil détermine le diaphragme correspondant.
  - Mode A, priorité à l'ouverture du diaphragme : on choisit manuellement une ouverture et l'appareil détermine la vitesse correspondante.
  - Mode M, manuel : on choisit manuellement la vitesse et l'ouverture du diaphragme.
- Modes axés sur des situations types (ces modes là sont davantage destinés aux photographes amateurs) :
  - Automatique
  - Automatique (flash désactivé)
  - Paysage
  - Enfants
  - Sports
  - Gros plan
  - Portrait de nuit

### Autres caractéristiques de l'appareil

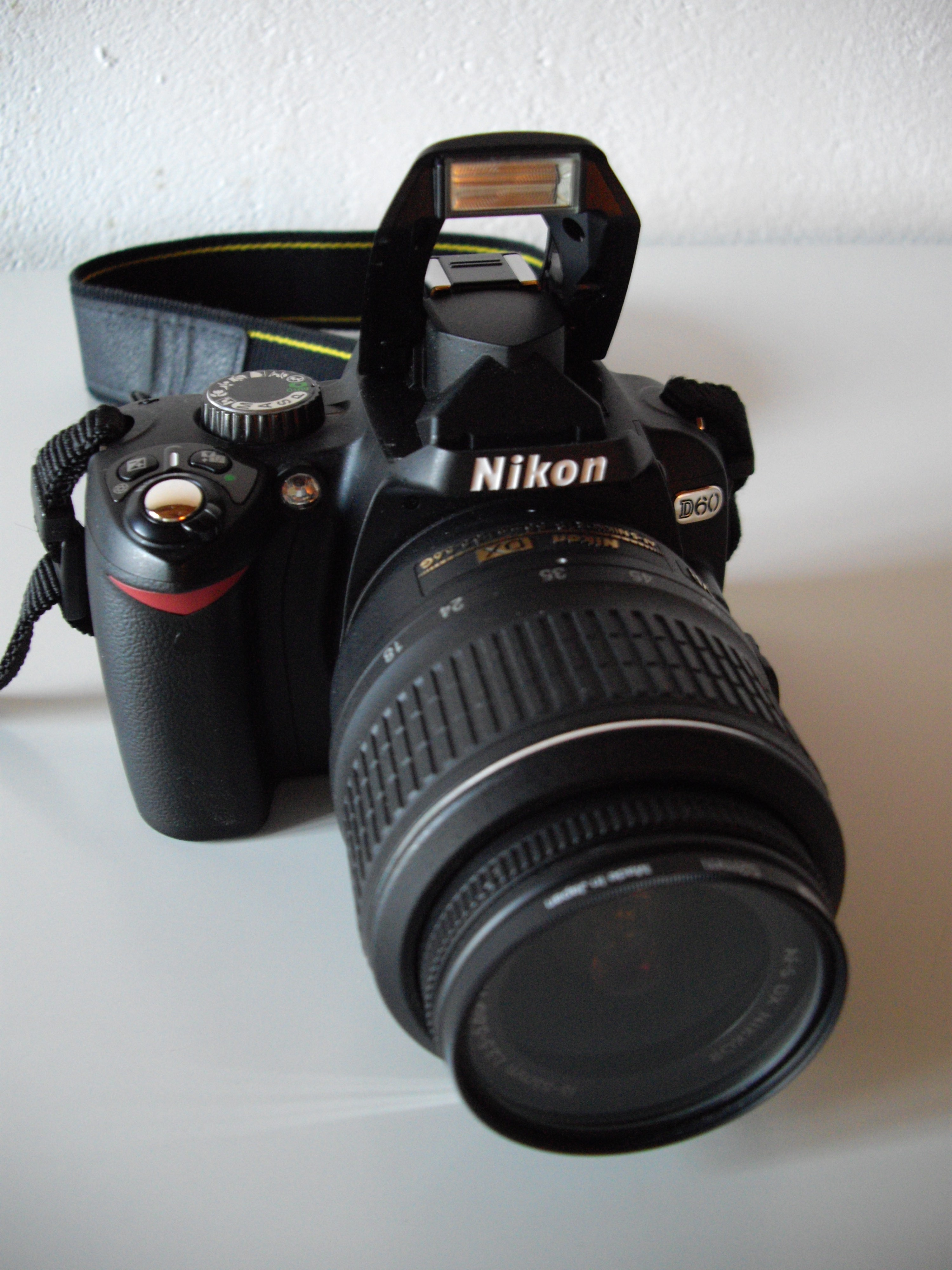
Flash intégré sorti.
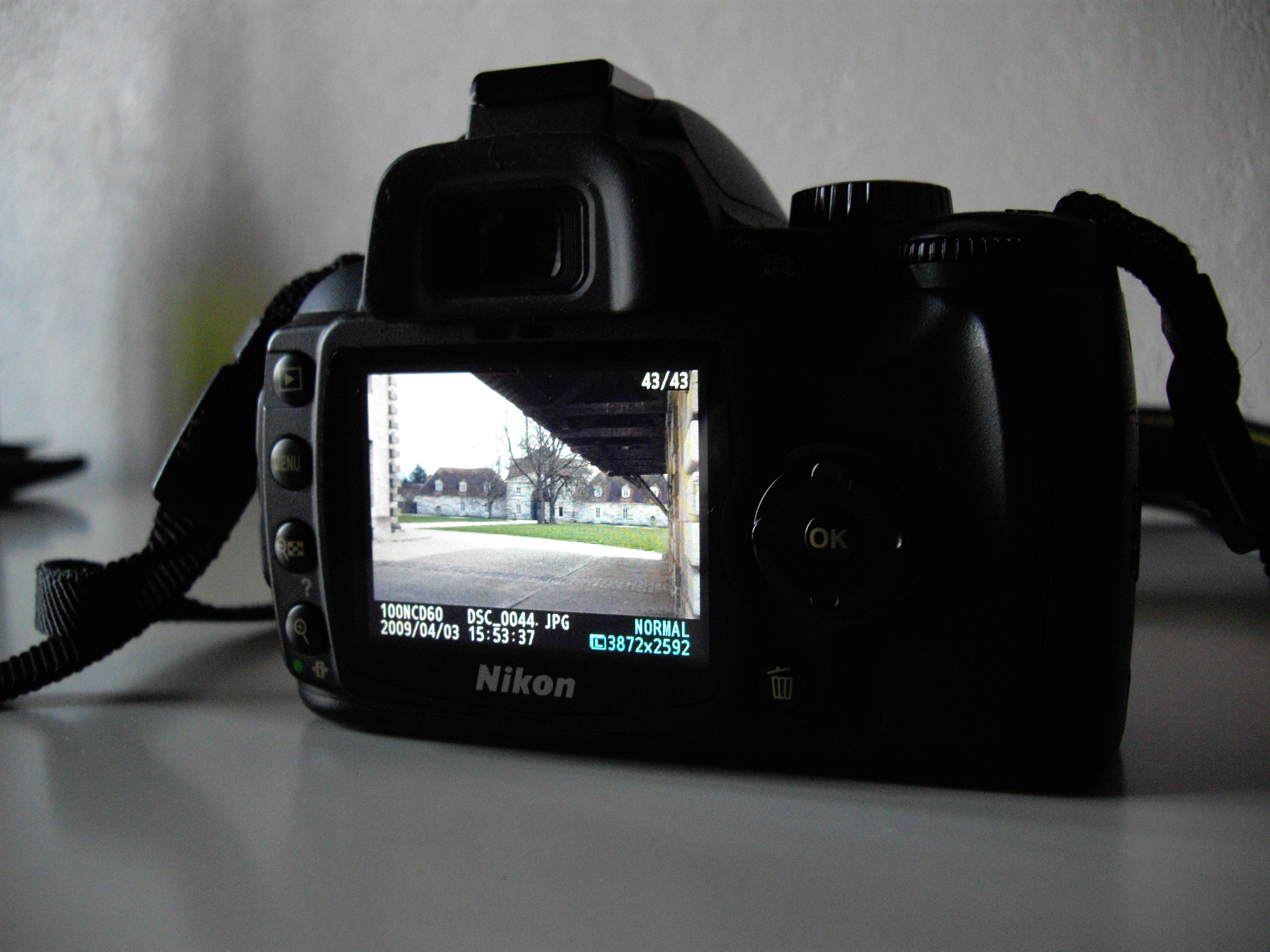
Arrière de l'appareil, l'écran visualisant une photographie qui a été prise.
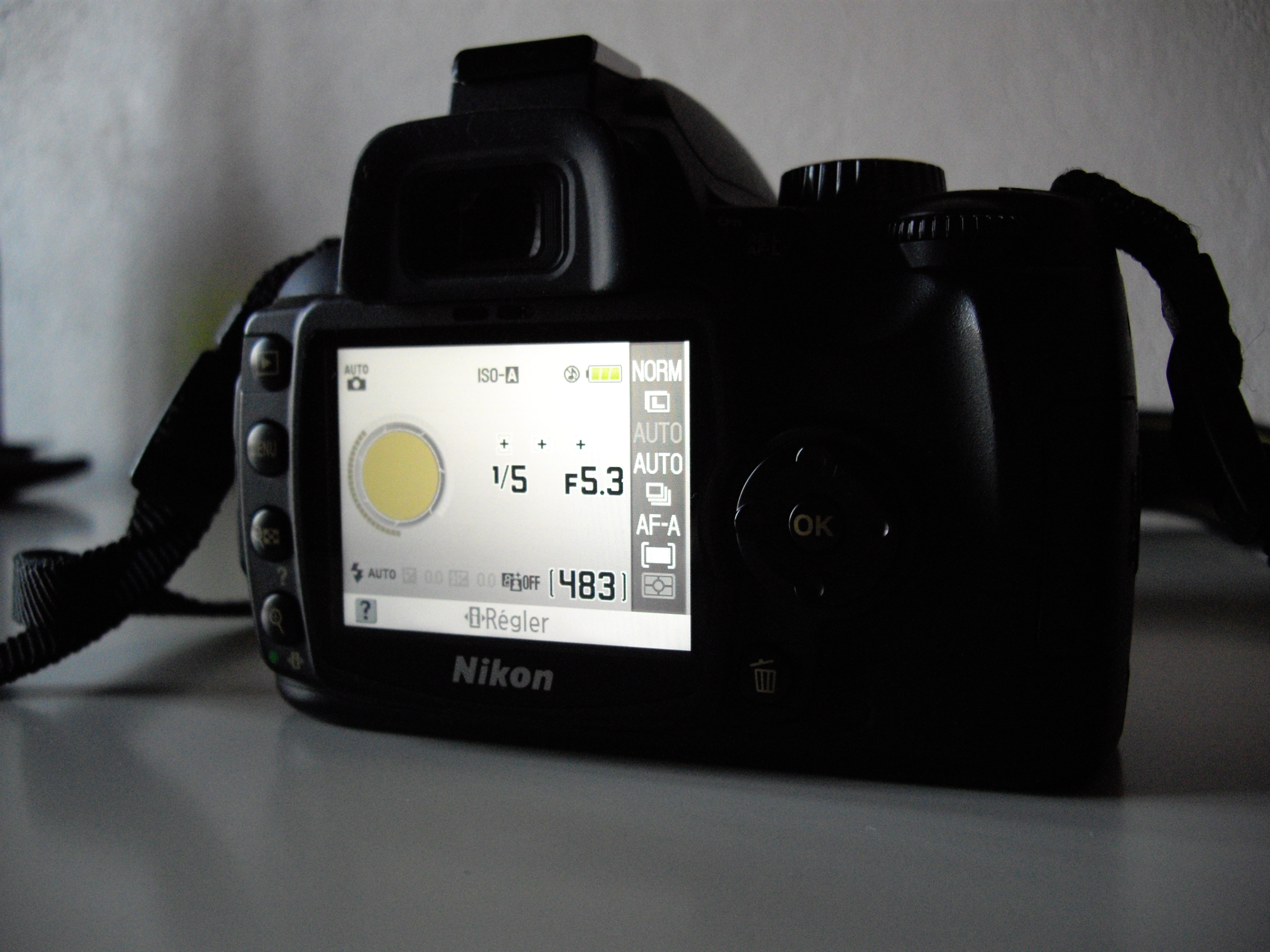
Arrière de l'appareil, l'écran visualisant les réglages.
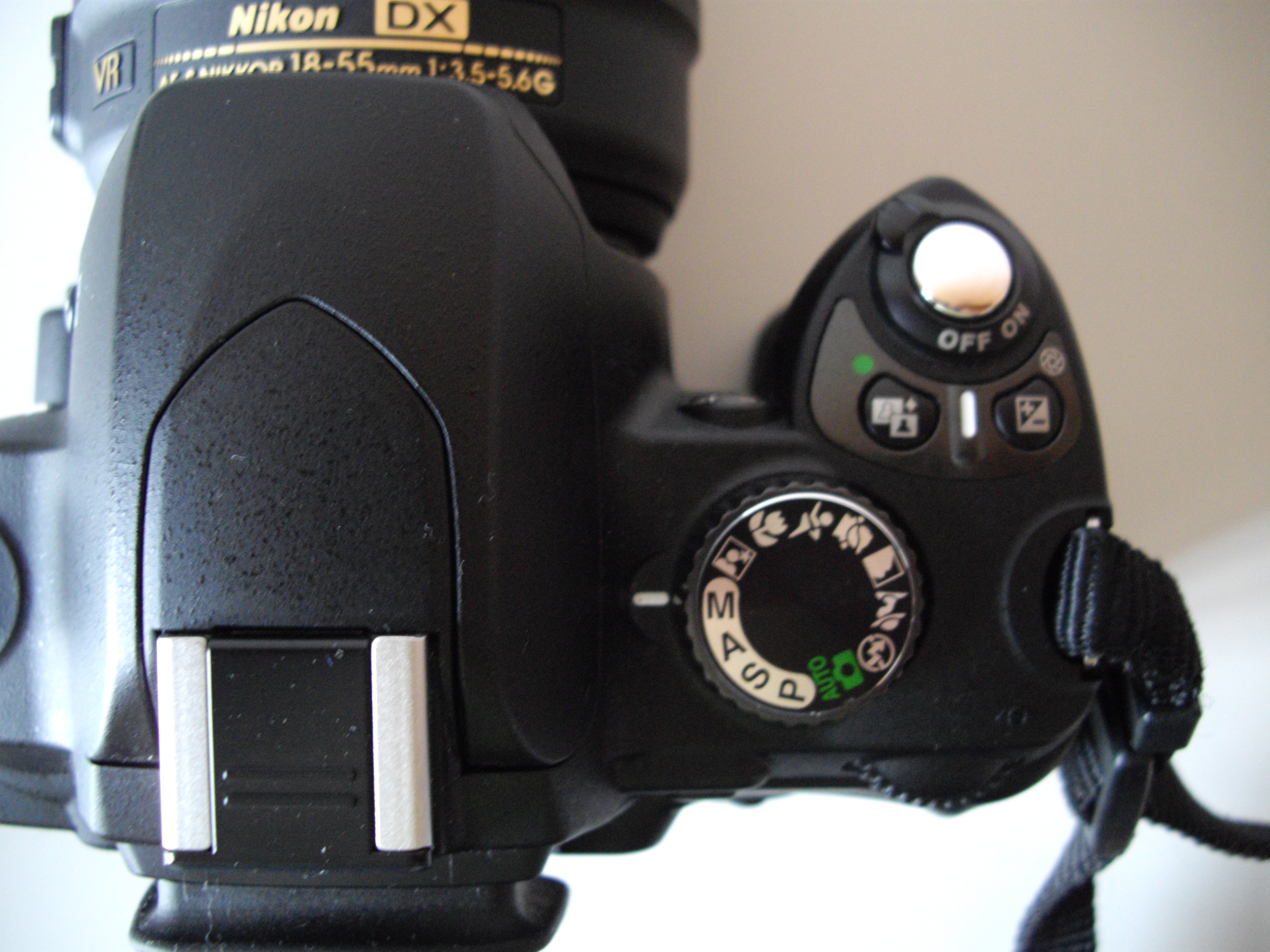
Molette de choix des différents modes.